# トルコ海峡

ボスポラス海峡（赤）、ダーダネルス海峡（黄）、その間のマルマラ海を総称してトルコ海峡と呼ぶ。

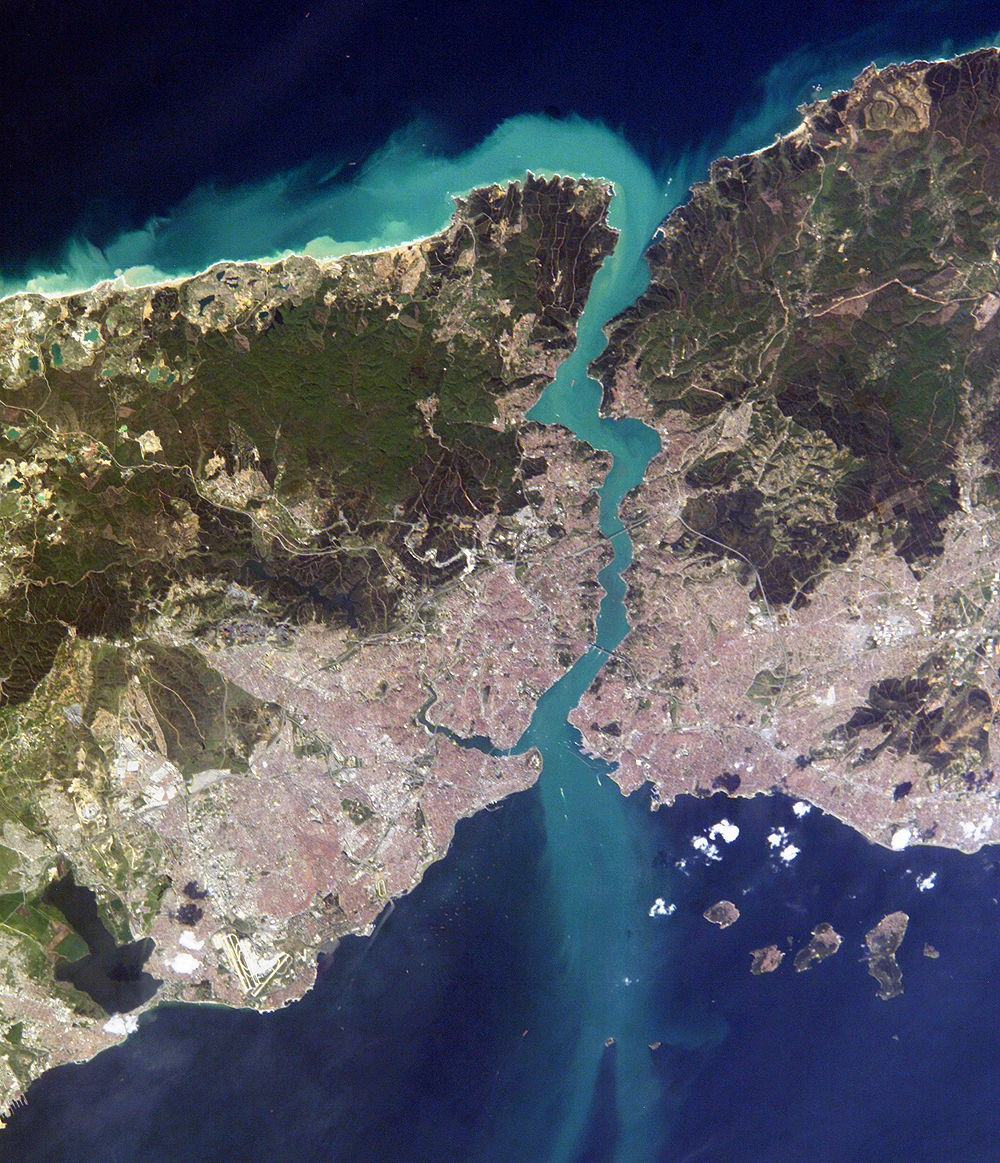
2004年4月に国際宇宙ステーションから撮影された、ボスポラス海峡。上部の水域は黒海、下部の水域はマルマラ海で、ボスポラス海峡はこの2つを南北に結ぶ曲がりくねった水路である。ボスポラス海峡の西岸はヨーロッパ大陸の地理的起点となり、東岸はアジア大陸の地理的起点となっている。下部両岸に沿って広がるのがイスタンブールの街である。

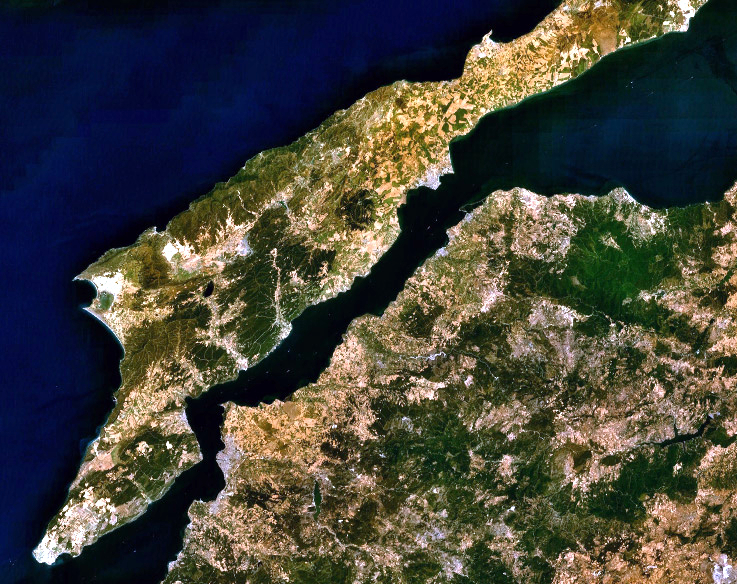
2006年9月にランドサット7号から撮影された、ダーダネルス海峡の眺め。左上の水域はエーゲ海、右上の水域はマルマラ海。細長い上の半島は、ヨーロッパ大陸側のガリポリ (Gelibolu）であり、下の半島はアジア大陸側のトローアス (Biga)半島である。 ダーダネルス海峡は、二つの半島の間を北東から南西に向かって斜めに走る先細形状の水路である。ダーダネルス海峡に突出している地点を中心に、下の半島の海岸に沿ってチャナッカレの町が見える。

トルコ海峡（トルコかいきょう、トルコ語: Türk Boğazları）は、トルコ北西部にある国際的に重要な水路である。この海峡はエーゲ海・地中海と黒海を結ぶ一連の国際航路を形成している。ダーダネルス海峡とボスポラス海峡で構成され、それらの海峡はマルマラ海の両端を通る。海峡とマルマラ海は、トルコの主権領海の一部であり、内海法の適用を受けている。
トルコ海峡はユーラシア大陸の西部に位置し、ヨーロッパ大陸とアジア大陸の境界であり、ヨーロッパの東トラキアとアジアのアナトリア半島を分ける境界線とされている。国際通商・政治・戦争において戦略的に重要な役割を果たしてきたため、トルコ海峡はヨーロッパと世界の歴史において重要な役割を担ってきた。1936年以来、モントルー条約に基づいて管理されている。

## 地理
海峡地帯は海上水路として、東地中海、バルカン半島、近東、西ユーラシアに沿ったさまざまな海を結んでいる。具体的には、黒海からエーゲ海・地中海・ジブラルタルを経由して大西洋、スエズ運河を経由してインド洋への海上輸送を可能にしており、 特にロシアからの物資輸送に重要な国際水路となっている。
トルコ海峡は、次の水路で構成されている。
- ボスポラス海峡（トルコ語: Boğaziçi）またはイスタンブール海峡（トルコ語: İstanbul Boğazı）は、マルマラ海と黒海を結ぶ全長約30km、幅わずか700mの海峡である。この海峡を有するイスタンブールは、2つの大陸に跨る街となっている。 3つの吊橋（ボスポラス橋、ファーティフ・スルタン・メフメト橋、ヤウズ・スルタン・セリム橋）と2つの水中トンネル（マルマライ鉄道トンネル、アブラシャトンネル）が横断している。さらなる横断路の計画が様々な段階で議論されている。
- ダーダネルス海峡またはチャナッカレ海峡（トルコ語: Çanakkale Boğazı）は、長さ68km・幅1.2kmの海峡で、チャナッカレ市の近くの南西部でマルマラ海と地中海を結ぶ。古典古代では、ダーダネルス海峡は「ヘレスポント」として知られていた。海峡とその西岸にあたるガリポリ半島は、第一次世界大戦中ガリポリの戦いの舞台となった。国道ネットワーク拡張の一環として、2022年３月18日、チャナッカレ1915橋がダーダネルス海峡を渡る唯一の横断路として完成した。

経済活動の進展は、固有のイルカやネズミイルカなどの海洋生態系を脅かしている。

## 海峡問題
トロイ戦争がエーゲ海の入り口近くで戦われて以来、トルコ海峡は海洋戦略上重要な地位を占めてきた。オスマン帝国の衰退期には、「海峡問題」がヨーロッパとオスマン帝国の外交官を巻き込んだ課題となった。
1841年7月13日、ヨーロッパ列強 — ロシア、イギリス、フランス、オーストリア、プロイセン — の間で5国海峡条約が取り交わされ、スルターンの同盟国のものを除くすべての軍艦が海峡航行を禁止されたことで、オスマン帝国による「往古の支配」が再確立された。
この条約は、ボスポラス海峡、マルマラ海、ダーダネルス海峡へのアクセスを扱う一連の協定の1つである。この条約は、1833年に締結された、オスマン帝国がロシア帝国の軍艦のトルコ海峡通行権を認めた秘密条約ウンキャル・スケレッシ条約（Unkiar Skelessi）から発展したものである。
これらの関係を統制した近代的条約が、現在も効力を有している1936年のモントルー条約である。この条約は、海峡に進入する軍艦の管理権をトルコ共和国に与えているが、平時には民間船の自由通過を保証している。